# Vittorio Annona
Vittorio Annona (Napoli, 21 maggio 1927 – Napoli, 19 novembre 1989) è stato un paroliere italiano.

## Biografia
Impiegato al Comune di Napoli con mansioni di dirigente, iniziò a comporre nel 1954, sotto la guida di Mario Cosentino (autore di Signorinella), con lui partecipò nel 1957, alla "Prima Rassegna Canora" organizzata dal Comune, risultando vincitore con Doppo n'anno, brano interpretato da Marisa Del Frate.
Colse la prima importante affermazione nel 1960 all'ottavo Festival di Napoli tenuto al Teatro Mediterraneo alla Mostra d'Oltremare con Segretamente. Musicata dal maestro A. Romeo, edita dalla Dino De Laurentiis, fu interpretata da Luciano Virgili e in seconda versione, per sola orchestra diretta dal maestro Carlo Esposito. Dopo il forfait di Sergio Bruni cui era stata affidata l'interpretazione, vinse il terzo premio e la coppa messa in palio dall'Associazione Nazionale della Stampa.
Nel 1961 partecipava al "Giugno Canoro" con T'aspettavo. Musicata da Vincenzo Acampora (Edizione VIS RADIO), fu interpretata da Mario Abbate e Luciano Glori, accompagnati dall'orchestra diretta dal maestro Ennio Morricone.
Per quasi un ventennio fu l'autore più rappresentativo della casa discografica fondata da Aurelio Fierro, la KING UNIVERSAL (distribuzione FONIT CETRA), che per otto anni curò i maggiori successi di Vittorio Annona.
Nel 1962 partecipò, con poca fortuna, alla decima edizione del Festival di Napoli con Stasera nun si' tu, musicata dal maestro Vincenzo Acampora, interpretata da Luciano Lualdi e Nando Prato. In quell'anno tornò al successo nella Piedigrotta, con Acqua chiara musicata da Salvatore Mazzocco, interpretata da Maria Paris e ancora, nel 1963 nella stessa manifestazione, con 'Na vita sola musicata da A. Romeo; il brano si rivelò in pratica, uno dei primi successi della carriera artistica di Mirna Doris.
Partecipò alla quattordicesima edizione del Festival di Napoli nel 1966, con Che chiagne a ffà musicata da Acampora e Donadio, interpretata da Tony Astarita e in seconda versione da Mario Trevi. La canzone, anche nota come 'O bacio ‘e Giuda, titolo censurato dall'ente organizzatore, vinse il terzo premio.
Nel 1967, in occasione del quindicesimo Festival, svoltosi nei giardini dell'Hotel dei Principi a Sorrento, presentato da Renato Tagliani, scrisse il brano Biancaneve, musicato dai maestri Acampora - Manetta, per l'interpretazione di Mario Trevi e Tony Astarita, che non fu tra le finaliste.
Alla sedicesima edizione del 1968, concorse con un testo dedicato alle mamme, ‘E carezze d'‘o munno musicato da Gianni Aterrano, interpretata da Tony Astarita e dalla cinese Mei Lan Ciang.
Nel 1969 ottenne un altro successo alla diciassettesima edizione, aggiudicandosi il secondo premio con 'Nu peccatore. Il brano, musicato dai maestri Emilio Campassi e Capuano, fu interpretato da Tony Astarita e Nino Fiore.
La diciottesima edizione del Festival, nel 1970, lo vide partecipare con Ricorde ‘e nnammurate, musicata dal maestro Emilio Campassi, fu interpretata da Nino Fiore e Mario Trevi.
Dopo l'assenza al Festival del 1971, partecipò nel 1972 a Un disco per l'estate. Quell'edizione rappresentò un evento storico, poiché per la prima volta ci fu la partecipazione di un brano in lingua napoletana, Passione eterna. Musicata da Enzo di Domenico, pur non arrivando alla finale si rivelò un successo anche grazie all'interpretazione di Mario Merola.
Il 1973 si rivelò per Vittorio Annona prolifico. In autunno riscrisse il testo de La paloma su musica originale del compositore spagnolo Sebastián Iradier, conquistando la finale di Canzonissima e ancora, con Eternamente tua.
Sempre in quell'anno, per "Le nuove canzoni di Napoli", manifestazione che si tenne dal 16 al 18 novembre al Teatro Mediterraneo nella Mostra d'Oltremare in Napoli, s'impose con 'O bar ‘e ll'università brano interpretato da Tony Astarita.
Nel 1974 e 1975, partecipò alla fase eliminatoria di Un disco per l'estate rispettivamente con Stanotte ‘mbraccio a te musicata da Di Domenico e Compostella, interpretata da Tony Astarita, e Innamorata mai, portata al successo da Mario Musella.
Alle canzoni citate occorre aggiungere Medaglia d'Oro, poesia scritta nel 1976. Musicata e interpretata da Enzo di Domenico, era dedicata al fratello Salvatore, tenente pilota dell'Aeronautica Militare deceduto, durante la battaglia nei cieli del Mediterraneo, nel 1942.
Nel 2004 e nel 2005 con il suo nome viene intitolato uno spettacolo musicale a cui hanno partecipato tanti artisti nazionali, il Premio Vittorio Annona